# Hellyerita
La hellyerita es un mineral carbonato y por lo tanto de la llamada clase de los minerales carbonatos y nitratos. Fue descubierta en 1958 en una mina del distrito de Heazlewood, en la isla de Tasmania (Australia), siendo nombrada en honor de Henry Hellyer, supervisor de dicha mina.

## Características químicas
Es un carbonato de níquel hidratado. Su estructura es relativamente inestable y, si no se mantiene en un ambiente de aire herméticamente cerrado, el original color azul del mineral va desapareciendo con el tiempo descomponiéndose en un material amorfo a los rayos-X, con un color verdoso similar a la zaratita.

## Formación y yacimientos
Es un mineral muy raro de ver, aparece formando costras en los planos de corte de rocas serpentinitas.
Suele encontrarse asociado a otros minerales como: zaratita, teofrastita u otwayita.